# Грущенко, Анна Ивановна
Анна Ивановна Грущенко — советский хозяйственный деятель, Герой Социалистического Труда.

## Биография
Родилась в 1936 году в селе Чкаловское. Член КПСС.
В 1955—1991 годах — свинарка совхоза № 5 Чугуевского района Харьковской области.
Указом Президиума Верховного Совета СССР от 8 апреля 1971 года присвоено звание Героя Социалистического Труда с вручением ордена Ленина и золотой медали «Серп и Молот».
Делегат XXV съезда КПСС.
Живёт в посёлке Пролесном.

## Награды и звания
- Герой Социалистического Труда (08.04.1971)
- Орден Ленина (08.04.1971)